# Polygonum subauriculatum
Polygonum subauriculatum là một loài thực vật có hoa trong họ Rau răm. Loài này được Petrov ex Kom. miêu tả khoa học đầu tiên.